# عبد القادر نجم الدين

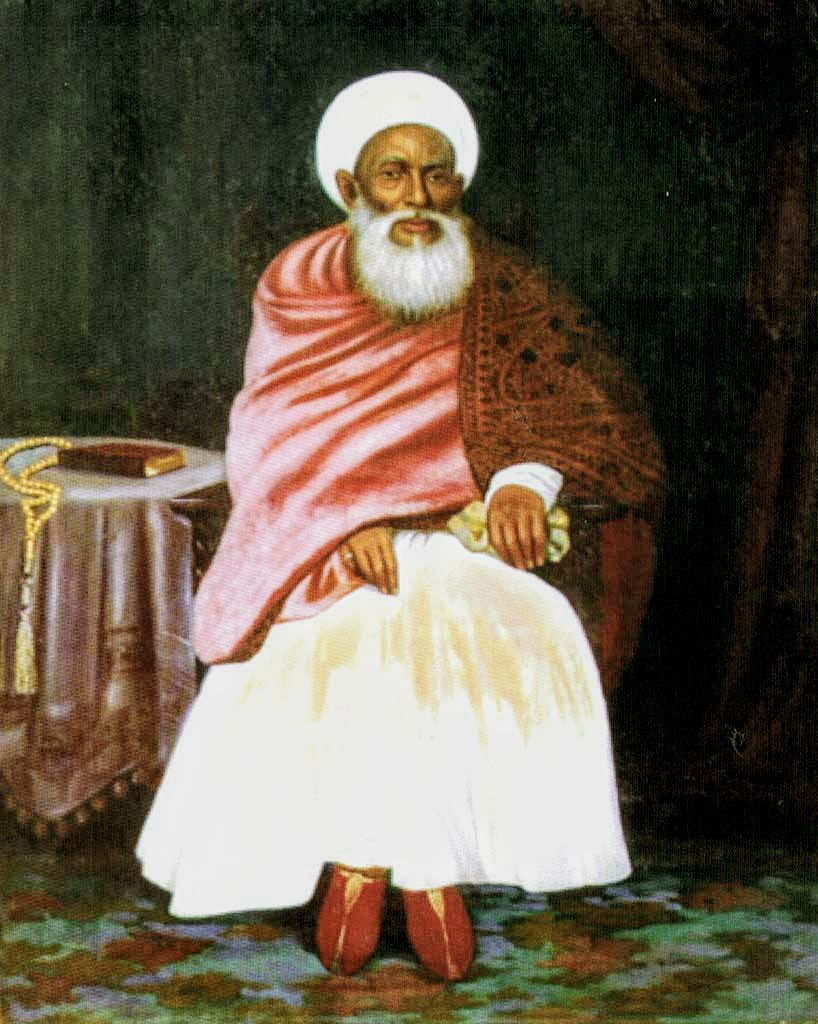

سيدنا عبد القادر نجم الدين بن سيدنا طيب زين الدين (من مواليد 18 آب 1814 م الموافق 2 رمضان 1229 هـ - توفي 11 أيار 1885 م) كان الداعي المطلق السابع والأربعين من طائفة البهرة الداوودية وسط نزاعات على الخلافة.
وُلِد للسيد الطيب زين الدين عندما كان والده وشقيقه الأصغر السيد محمد عز الدين يتدرَّبان على يد السيد عبد علي سيف الدين ليصبحا الداعي المطلق. وتعلَّم على يد السيد عبد علي عماد الدين.
عندما أصبح والده الطيب زين الدين الداعي المطلق الخامس والأربعين، كان عمره سبع سنوات.
كان الداعي المطلق حتى عام 1885 م حيث توفي بالوباء في أوجاين، حيث دُفن هناك.

## معرض الصور
دارغا نجمي

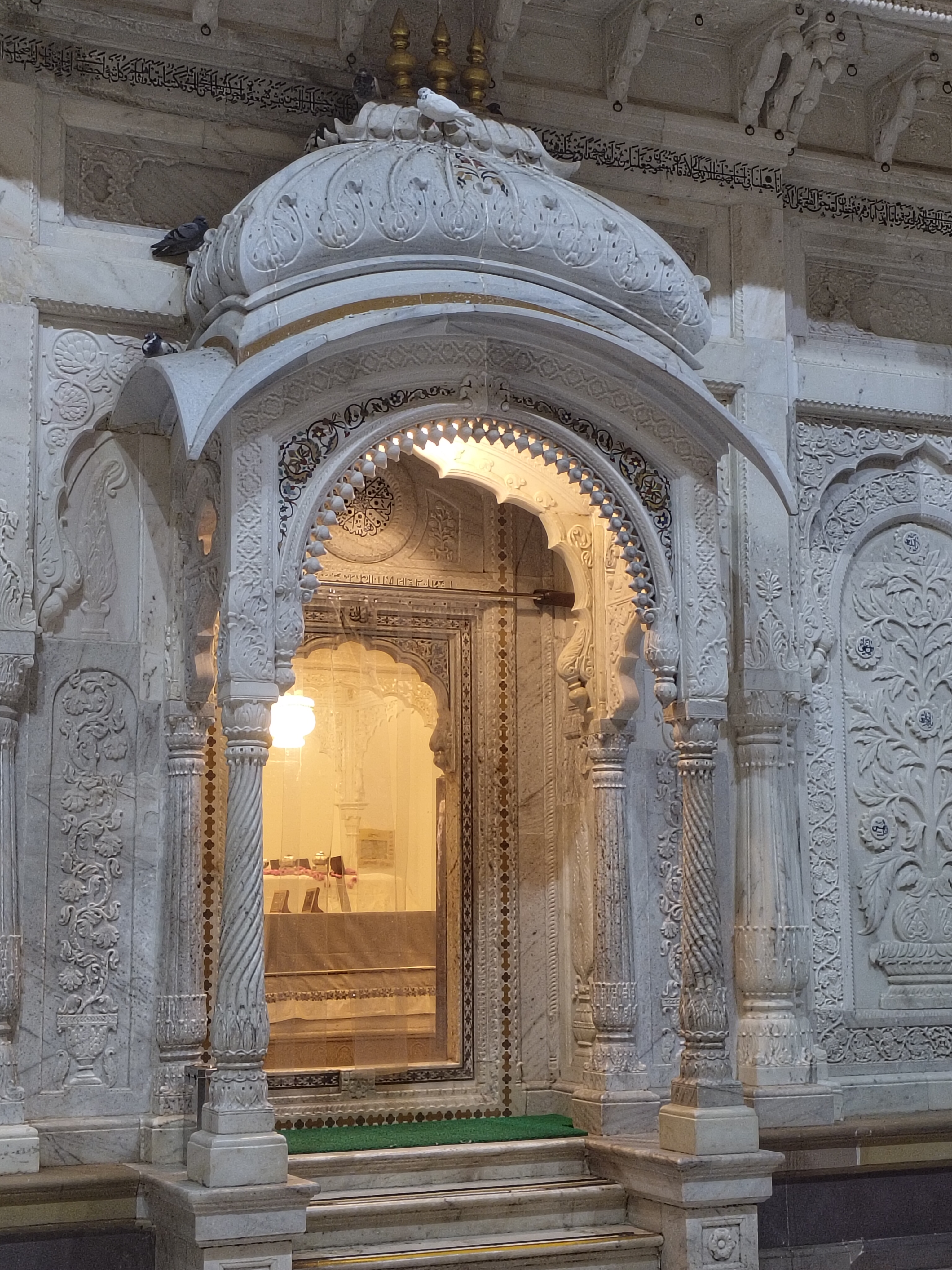
مدخل دارغا نجمي
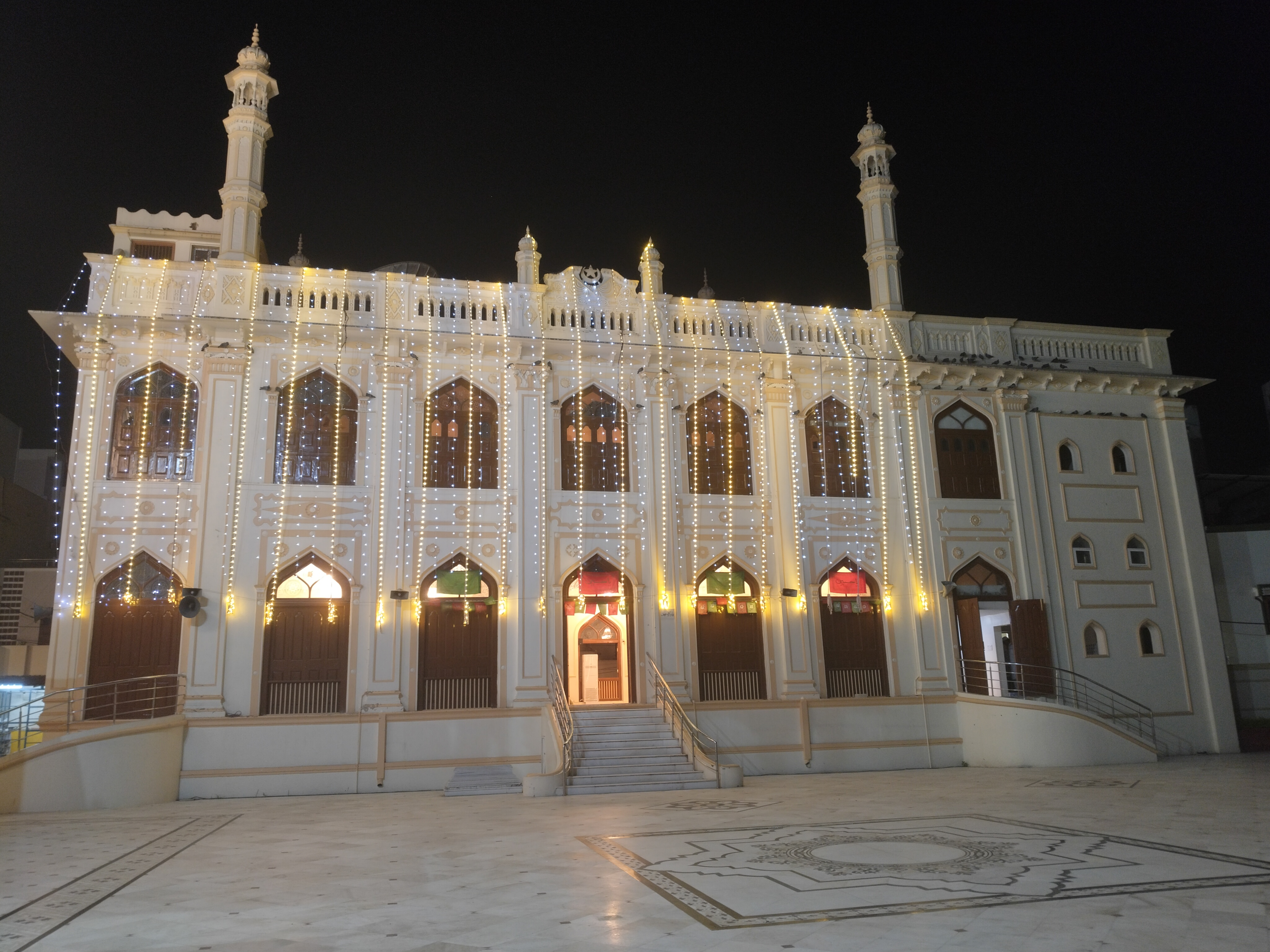
مسجد روجا، أوجاين
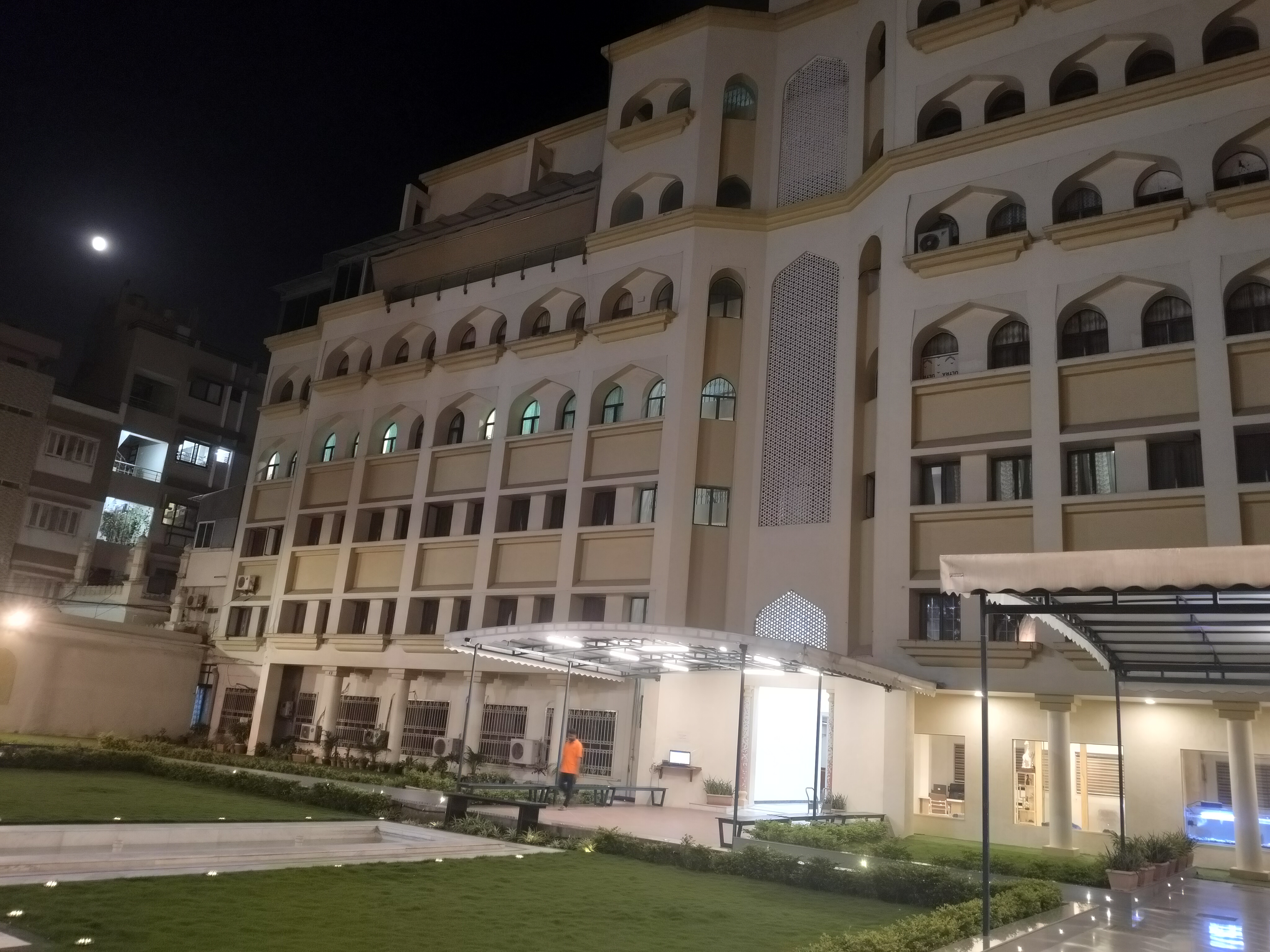
مرفق إقامة سكنية للزوار في ضريح نجمي
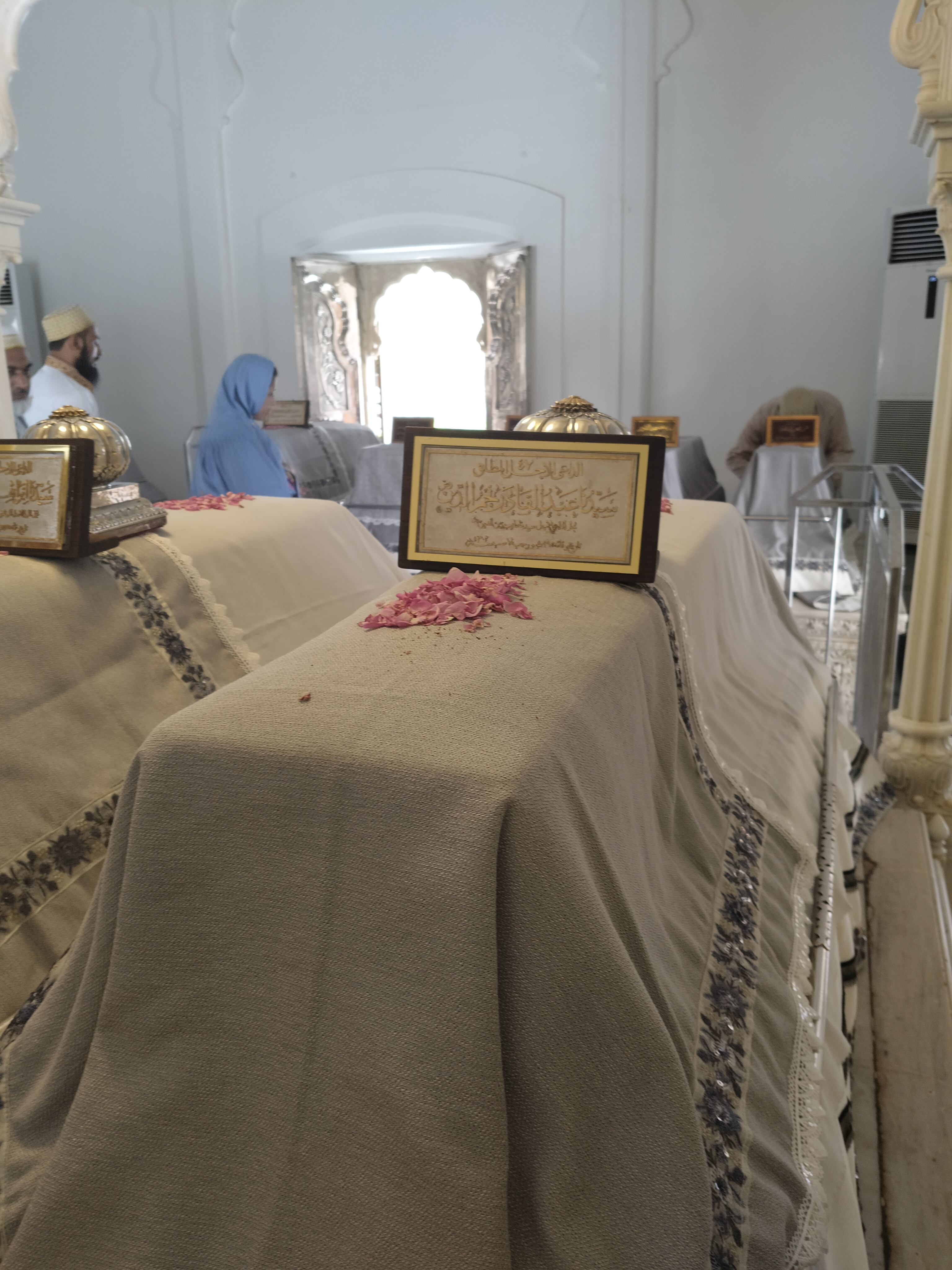
قبر سيدنا نجم الدين، دارغا النجمي، أوجين
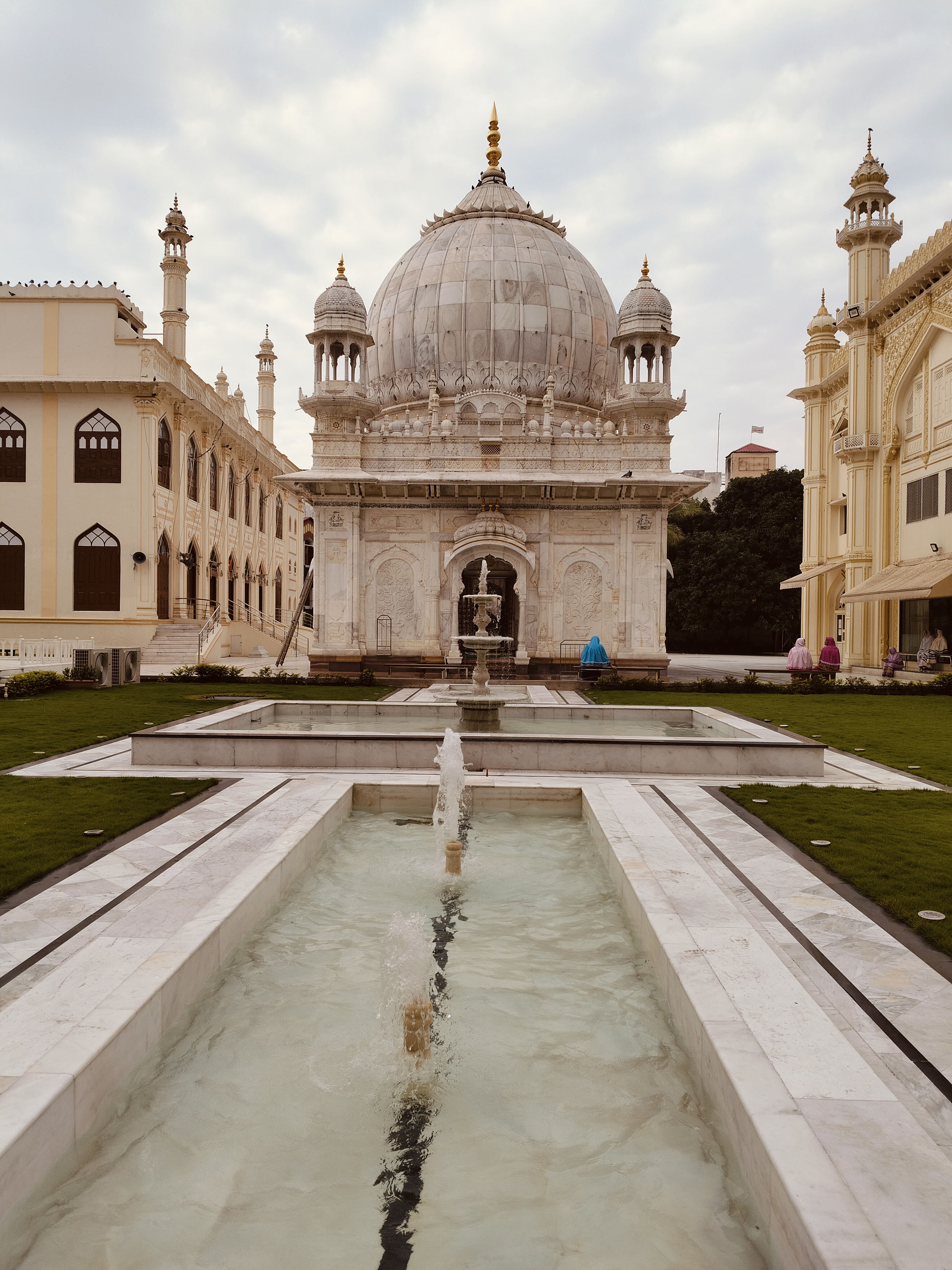
دارغا نجمي، أوجاين

## شجرة العائلة

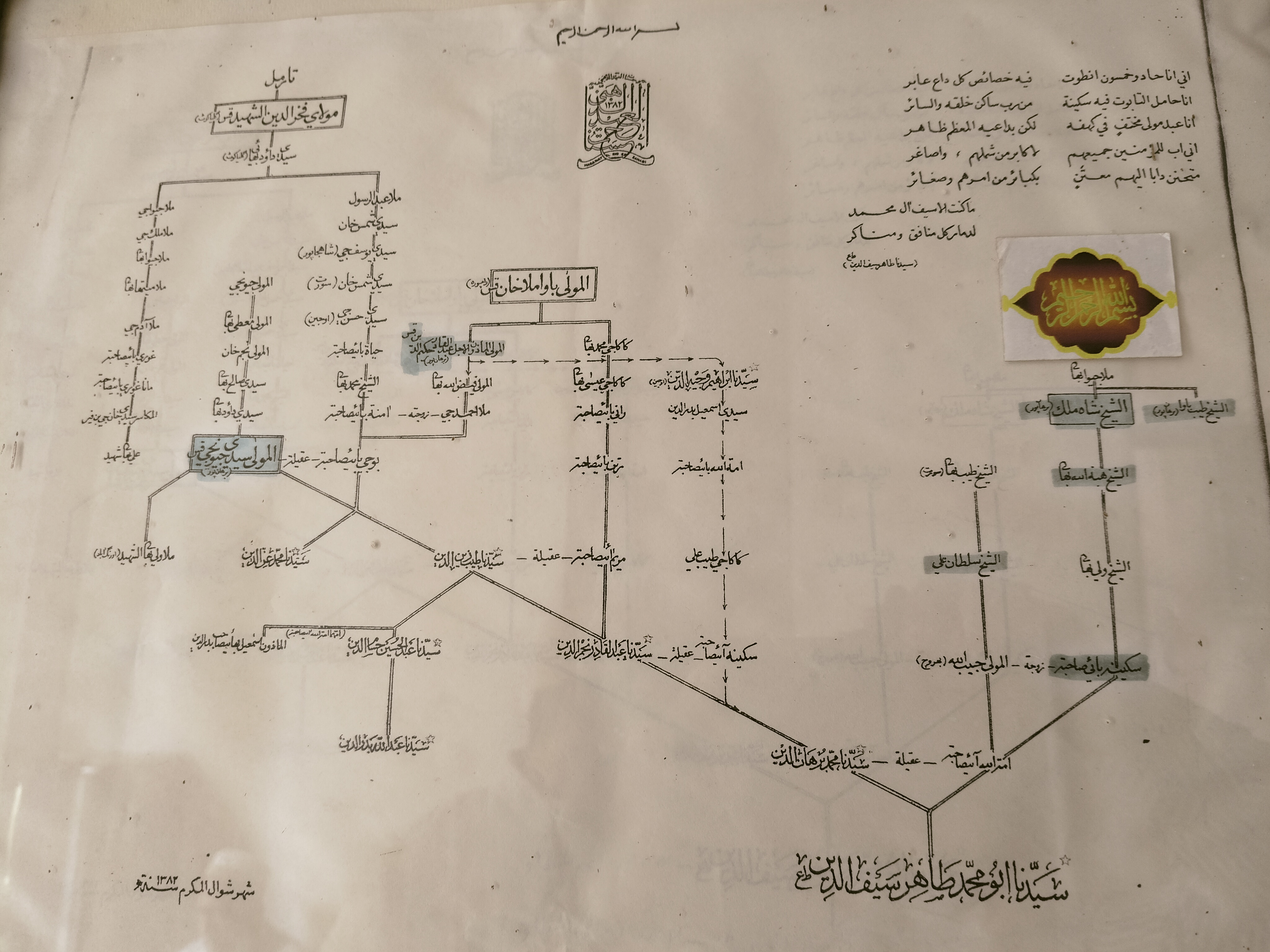
شجرة عائلة دعاة البهرة الداودية

## قراءة إضافية
- جواهر التاريخ،

| ألقاب شيعيَّة                                                              | ألقاب شيعيَّة                                     | ألقاب شيعيَّة                |
| ------------------------------------------------------------------------ | ----------------------------------------------- | -------------------------- |
| عبد القادر نجم الدين الداعي المطلقولد: 18 آب 1814 م توفي: 11 أيار 1885 م |                                                 |                            |
| سبقه محمد بدر الدين                                                      | الداعي المطلق السابع والأربعون (47) 1840–1885 م | تبعه عبد الحسين حسام الدين |